# Asobi (antico Giappone)

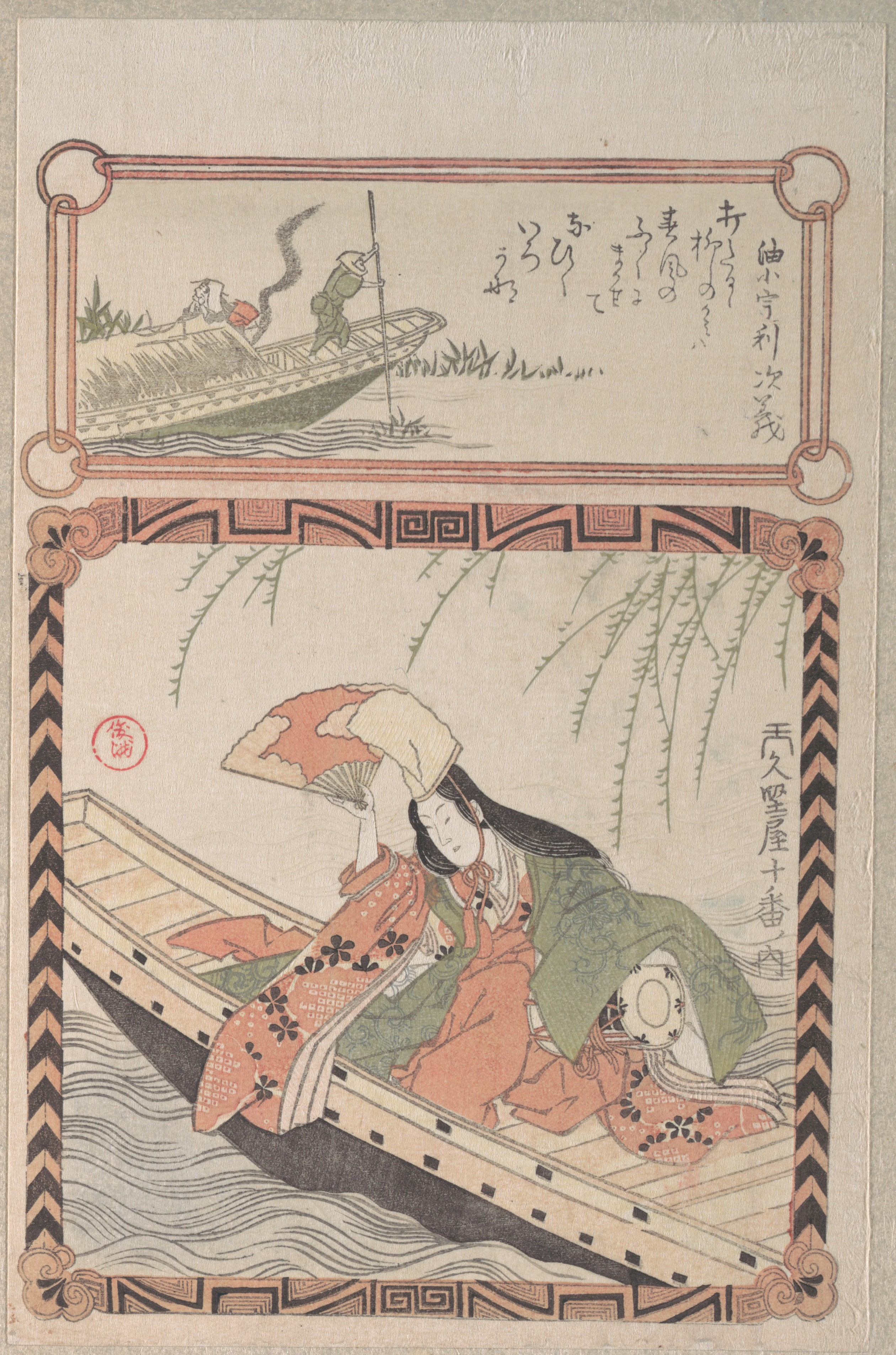
Cortigiana seduta su una barca, Kubo Shunman (1757–1820)

Le Asobi 遊,  遊部?, asobi o yūjo, dette anche asobime, o asobi-be, nel Giappone del medio e tardo periodo Heian erano intrattenitrici sessuali e artiste specializzate nel canto e nella composizione di imayō (今様, "stile moderno") un genere di musica popolare. Nei testi letterari o nelle stampe sono spesso rappresentate nei porti sul fiume Yodo, come Eguchi, Kamusaki e Kaya, all'interno di piccole imbarcazioni con cui si avvicinavano ai viaggiatori diretti sulle vie dei pellegrinaggi.
Altri gruppi di donne cui vengono attribuite le stesse funzioni di intrattenimento sono le kugutsu, tradizionalmente associate alle compagnie di burattinai, e le ballerine conosciute come shirabyōshi che apparvero alla fine del periodo Heian (XII secolo): erano tutte specializzatele in imayō, e le fonti spesso non le distinguono con precisione una dall'altra, menzionando "asobi e kugutsu" o "kugutsu e shirabyoshi", trattando i termini come varianti della stessa professione.
Alcuni studi, stabilendo un collegamento tra pratiche religiose e attività sessuali, ritengono che le asobi (o asobi-be) discendano dalle antiche sciamane; altri attribuiscono l'origine delle asobi a tradizioni non autoctone, ma importate dall'Asia, in particolare dalla Cina, probabilmente da immigrati continentali.
Mentre esistono opinioni diverse tra gli studiosi su come questa categoria di donne venisse considerata socialmente fino alle soglie del XIII secolo, vi è un diffuso accordo nel ritenere che a partire dalla metà del Kamakura e il primo periodo Muromachi, il loro status e la percezione sociale delle loro attività abbiano subito un graduale peggioramento, con ripercussioni sulla politica sociale, ad esempio con l'introduzione di restrizioni poste alle intrattenitrici sessuali sui diritti successori.

## Storia del termine
Nel periodo Heian la definizione di "prostituta", così come il concetto di oscenità o di attività sessuale illecita risultano sfuggenti; lo stesso matrimonio, generalmente usato come modello su cui fondare le norme sessuali, non era molto ben definito: nell'aristocrazia erano diffuse le relazioni poligamiche.
Nella pratica religiosa indigena prebuddista e nei santuari la sessualità era celebrata e ritenuta una forza vitale e l'attività sessuale femminile non veniva osteggiata, così come venivano tollerate le relazioni omosessuali e i rapporti sessuali tra persone di diverso rango sociale. In quel periodo quasi non esisteva alcuna legislazione riguardante il commercio sessuale, né particolari forme di controllo governativo o religioso.
Nella lingua giapponese del periodo Heian esistono dei termini per definire genericamente le "prostitute", come yahochi 夜発 , che compare in due fonti -  il dizionario Wamyō ruijushō (X secolo) e il Shinsarugakuki, un'opera giapponese dell'XI secolo scritta da Fujiwara no Akihira (989-1066) - e yūjo, 遊女, che può essere letto anche asobi, un termine ombrello per le intrattenitrici che offrono anche servizi sessuali, a loro volta chiamate con termini diversi e spesso intercambiabili.
In un periodo in cui la moneta non aveva ancora sostituito in maniera completa le forme comuni di baratto, risulta inoltre difficile distinguere le intrattenitrici pagate in denaro in cambio di prestazioni sessuali, da coloro che sceglievano partner sessuali che le ricompensavano con doni; in quest'ultimo caso ricadrebbe la maggior parte delle asobi descritte in letteratura.

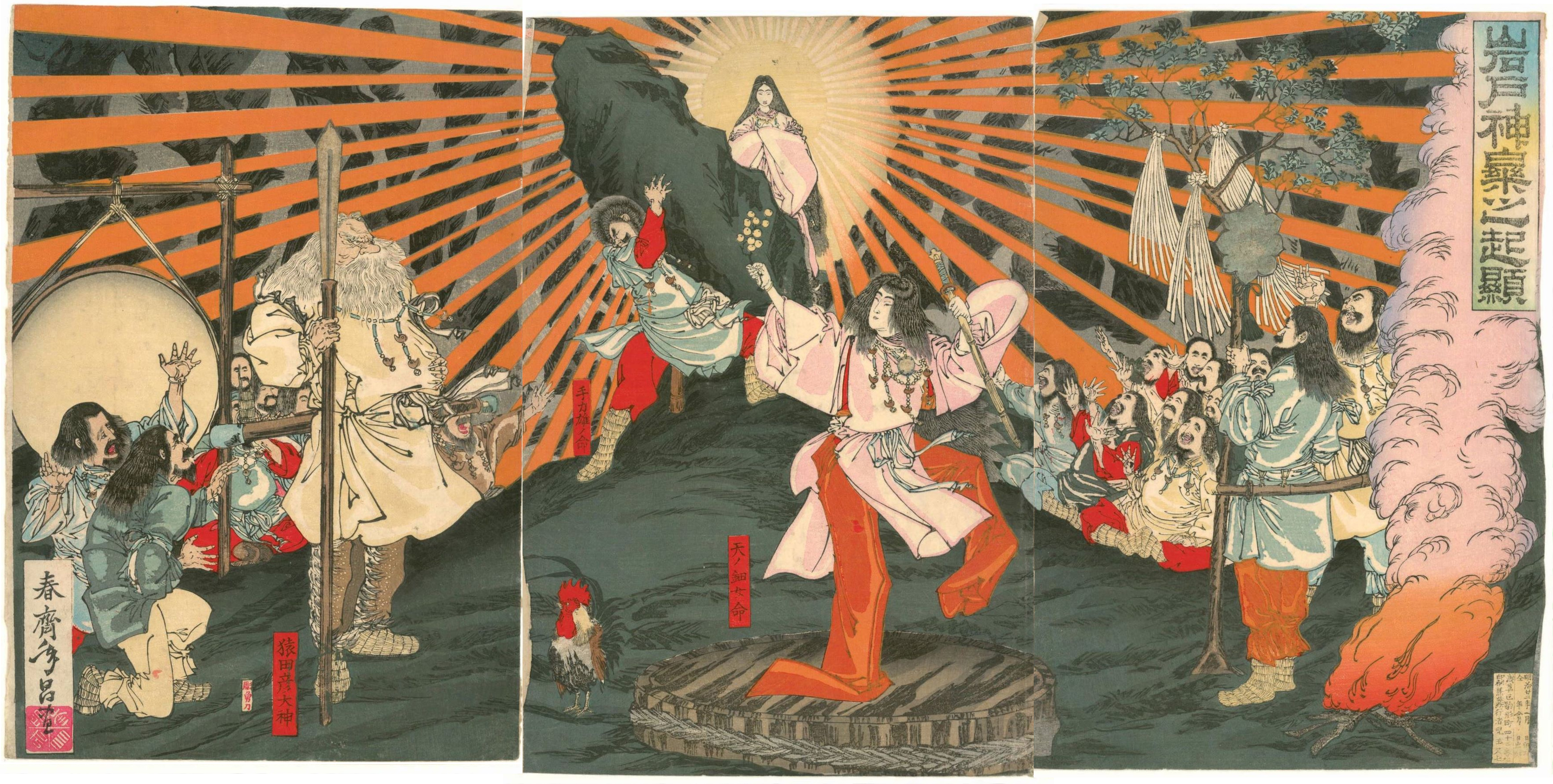
La dea del Sole Amaretasu esce dalla caverna, tornando a illuminare la terra. Stampa giapponese, 1889

Secondo alcuni autori, nel periodo Heian (794-1192) asobi (遊び gioco) significava quasi sempre cantare, intrattenere con la musica, mentre nel periodo precedente indicava qualcosa di più orgiastico, cioè una festa rituale con canti, balli e banchetti, come avveniva nei raduni utagaki (嬥歌), a cui le donne prendevano parte cantando, danzando e praticando liberamente attività sessuali.
Nel Kojiki il termine viene usato due volte, in riferimento alle danze sciamaniche eseguite da Ama-no-Uzume che, indirettamente, inducono l'uscita della dea del Sole Amaterasu dalla grotta in cui si era rifugiata, e nella descrizione del funerale di Ame no Wakahiko; nel primo caso, l'azione di cantare e ballare, riferita ad Ama-no-Uzume, è scritta con l'ideogramma che significa "canto" o "musica" e che si legge asobi nel testo originale.
La prima citazione conosciuta del termine asobi nel periodo Heian si trova nel Wamyō ruijushō, o Wamyōshō (倭名類聚抄 lett.: Nomi giapponesi per cose, classificate e annotate), il più antico dizionario giapponese in caratteri cinesi, compilato nel X secolo, che a sua volta riporta voci contenute nel Yōshi kangoshō (lett.: Note sulle parole cinesi del maestro Yako, ca. 720), un dizionario bilingue cinese-giapponese dell'VIII secolo.

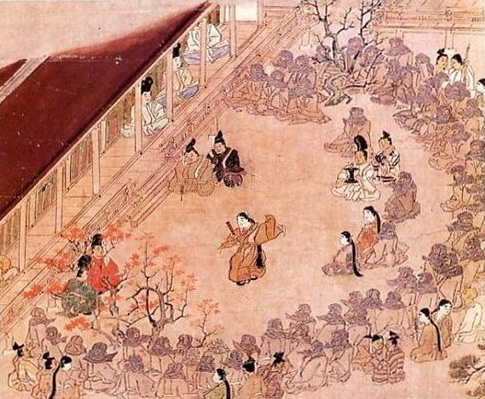
Danza in un santuario buddista, Hōnen Shōnin eden (ca. 1307)

Organizzato per categorie semantiche, il Wamyōshō, sotto l’intestazione principale “persone”, menzionando il più antico dizionario che riporta i caratteri 遊行女児  (pronunciati ukareme o asobi), usa tre termini per definire le donne che offrono prestazioni sessuali, collocandole nella categoria "mendicanti e ladri", insieme a pirati e sciamani: asobi 遊女, yahochi (夜発 prostitute) e ukareme (遊行女児 artiste itineranti che intrattenevano gli ospiti ai banchetti rituali religiosi). Di esse riporta: «Secondo una fonte, coloro che vagano di giorno sono chiamate asobi, mentre coloro che aspettano fino alla notte e poi offrono rapporti sessuali illeciti sono chiamate yahochi».
Secondo alcuni studi prodotti verso la fine del Novecento, come quelli di Fukutō Sanae e Sekiguchi Hiroko, asobi e ukareme andrebbero differenziate in quanto le seconde, citate in fonti più antiche, come la raccolta di poesie Man'yōshū dell'VIII secolo, e in alcuni studi ritenute probabilmente le antecedenti delle asobi, non possono essere ritenute delle professioniste sessuali, in quanto esse offrivano senza alcuna ricompensa i loro favori sessuali.
Sekiguchi rileva che le asobi venivano spesso identificate con nomi personali, segnale della loro distanza dalle convenzioni familiari e dalle tradizionali gerarchie sociali; alcuni di questi - simili a nome d'arte - ricordavano nomi religiosi, come Kannon o Nyoi, o status sociale elevato (Nakanokimi o Kakohime).
Una versione del XIV secolo dell'Hōnen shōnin eden (法然上人絵伝, Bibliografia illustrata del monaco Hōnen) identifica le prime asobi nelle otto principesse che l'imperatore Kōkō, regnante dall'884 all'887, avrebbe inviato nelle sette regioni del Giappone come intrattenitrici di mecenati aristocratici; in questo testo le asobi, originariamente dallo status elevato, vengono descritte come prostitute adescatrici precipitate nel peccato (tsumi).
Secondo altri autori, il termine asobi andrebbe collegato ai riti funebri sciamanici di canto e danza svolti nei periodi pre-Heian presso le corti dalle sacerdotesse asobi-be, di cui il Kojiki rappresenterebbe, attraverso il mito di Ama-no-Uzume, una testimonianza; quando le asobi-be vennero allontanate da questa funzione religiosa, per sopravvivere avrebbero sfruttato le loro doti artistiche, unite all'intrattenimento sessuale, mantenendo solo il nome asobi.

## Intrattenitrici e/o sciamane
Nella prima metà del Novecento diversi studiosi, tra cui lo scrittore e folclorista Yanagita Kunio, hanno sostenuto che le asobi non dovevano essere considerate semplici intrattenitrici o prostitute. Avvalendosi in gran parte di testi letterari, tra cui un breve resoconto sulle asobi, stile saggio (zuihitsu) in kanbun, intitolatoYūjo no ki (ca.1087) dello scrittore Ōe no Masafusa, un'antologia di canzoni popolari imayō, Ryōjin Hishō (梁塵秘抄), entrambi del XII secolo, e un rotolo illustrato del tardo Kamakura, oltre a saggi, diari, poesie, setsuwa, hanno equiparato o fatto derivare le asobi dalle sciamane (dette kamunagi o miko).

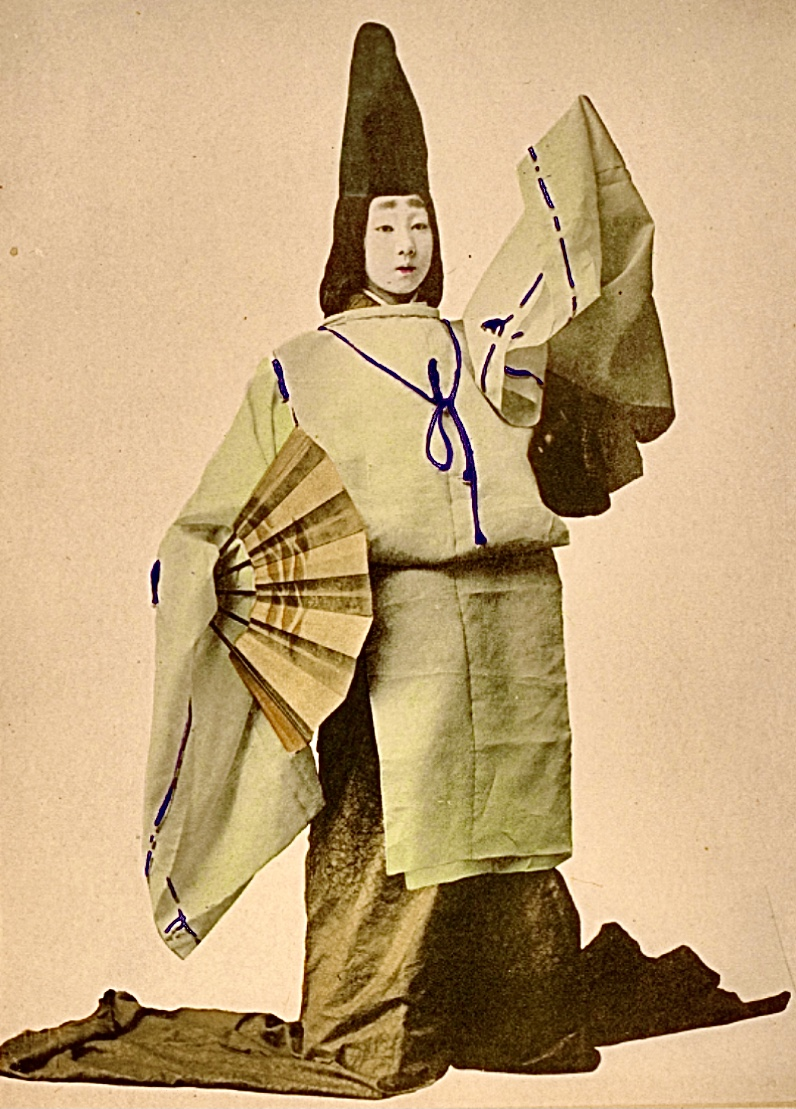
Una miko nel costume cerimoniale (ca. 1895)

Collegando pratiche religiose e attività sessuali, hanno situato questo gruppo di donne nel regno del sacro (Saeki Junko le definisce “hare no onnatachi”, "donne sacre"), interpretando i loro intrattenimenti sessuali come rituali sciamanici, di cui facevano parte i canti (imayō), simili alle canzoni che accompagnavano le danze sacre (kagura).
Sempre riferendosi a queste origini, alcuni studiosi, come Nakayama Tarō, Gorai Shigeru e Yung-Hee Kim Know, hanno sostenuto che asobi e ukareme erano le eredi dell'antico gruppo di sciamane denominate asobi-be che conduceva rituali per evocare gli spiriti dei governanti morti, o di sciamane legate a particolari santuari, venerate come "mogli" dei kami e poi finite ad esercitare la prostituzione per sopravvivere, una volta espulse da quei luoghi sacri a seguito delle mutate condizioni religiose e sociali.

### Asobi-be
La studiosa statunitense Yung-Hee Kim Kwon definisce le asobi "cantanti professioniste di basso status sociale" specializzate nell'imayō, un genere di canzoni popolari diffuso a partire dal X secolo. Le asobi, da lei ritenute il primo gruppo di artiste private conosciute, specializzate in un unico genere di arti dello spettacolo, si sarebbero affermate nel XI-XII secolo, di pari passo con questo genere musicale, il cui repertorio comprendeva un'ampia gamma di temi, in parte legati alla natura, alla vita quotidiana, in parte a motivi religiosi, con toni varianti dal devoto all'osceno.
Come gruppo, esse, secondo Kim Know, erano il risultato di un processo storico che le avrebbe viste decadere da uno status sociale rilevante per la funzione religiosa svolta, ai margini della servitù. La studiosa, basandosi su una ricerca di Gorai Shigeru, fa risalire l'origine delle asobi ad un lignaggio di sciamani, mediatori tra il mondo visibile e quello invisibile, chiamato asobi-be (lett.: il gruppo che gioca), che a partire dall'inizio dell'VIII secolo svolgeva attività rituali di sepoltura dei morti presso la corte imperiale. Citato nel Ryo no Shuge, un commento privato sui codici yoro compilato alla fine del IX secolo, che ne descrive le attività, questo gruppo composto di uomini e donne era dedito al culto di una divinità femminile shintoista, Ame-no-Uzume-no-Mikoto (天宇受売命, 天鈿女命). Esentato dal pagamento delle tasse e dal lavoro di leva, poteva muoversi liberamente, alimentando in parte della popolazione la percezione di rappresentare un gruppo sociale di "fannulloni improduttivi", oggetto di crescente riprovazione.

Benché fosse un gruppo misto, il pilastro degli asobi-be era costituito da donne, che trasmettevano il lignaggio e godevano dell'accesso esclusivo alle spoglie reali, intorno alle quali eseguivano danze rituali.

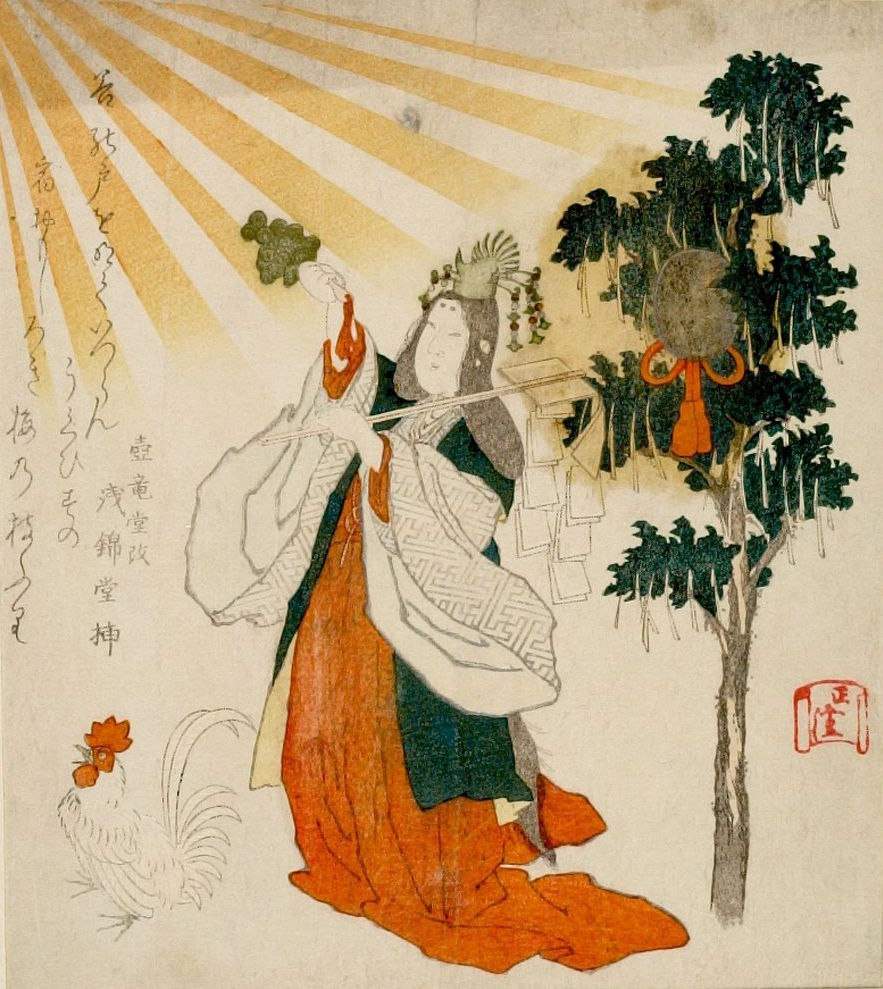
La dea Uzume con gallo e specchio

La dea alla quale erano fedeli e rivendicata come loro antenata, Ame-no-Uzume-no-Mikoto (天宇受売命, 天鈿女命), in una delle versioni dei miti associati alla fondazione della nazione è riportata come colei che contribuì con le sue danze estatiche, durante le quali perse parte dei suoi indumenti, a far uscire, spinta di curiosità per il brusio delle risa indotte da questa scena tra gli dei astanti, la dea del Sole Amaterasu che si era ritirata in una grotta, restituendo così la luce alla terra. La maggior parte degli studiosi ha interpretato il nascondersi e il riemergere della dea del Sole come il simbolo della morte e della resurrezione.
Citando il Kojiki, nel quale l'atto sciamanico di Ame-no-Uzume-no-Mikoto di cantare e ballare viene definito asobi 遊び ("Perché Ame-no-Uzume canta e balla e le ottocento divinità ridono?"), Kim Know sostiene che esso rappresenta l'archetipo del rituale funerario eseguito per placare l'anima dei morti; esso svolgerebbe la funzione di contrastare la morte e la sua minaccia di caos e di disintegrazione della comunità, attraverso un rito di rinnovamento e di guarigione, contenente una dimensione di intrattenimento che allevia e trasforma lo stato emotivo del pubblico. L'immagine archetipica dell'asobi esprimerebbe quindi "la duplice o combinata funzione di sacerdotessa e intrattenitrice, mediando tra i due mondi di luce e oscurità, ordine e caos e, in definitiva, vita e morte".
Secondo Kim Know, quando verso la metà dell'VIII secolo la classe dirigente buddista provvide a gestire in proprio le operazioni funebri, le asobe-be persero il loro status e non possedendo altre risorse si trasformarono in artiste itineranti, spesso ricorrendo alla prostituzione per sopravvivere.
Usando come fonte l'opera Yūjoki di Ōe no Masafusa, ritenuto il documento più dettagliato sulle asobi del periodo Heian, Kim Know ipotizza che queste discendenti delle antiche sciamane asobe-be, respinte ai margini della società "a seguito di una complessa interazione di fattori religiosi, ideologici e politici", verso la fine dell'XI secolo si fossero stabilite in insediamenti permanenti vicino ai porti, punti di raccolta e commercio degli articoli di lusso in varie da varie regioni del paese e nodo delle vie dei pellegrinaggi, esercitando le loro antiche doti di cantanti imayō, offrendosi come intrattenitrici sessuali, soprattutto tra i nobili.
Secondo Kim Know, con il declino dell'imayō tra la metà del periodo Kamakura alla fine del XIII secolo, tuttavia, il successo delle asobi sarebbe tramontato.
L'equazione asobi-sciamane, molto diffusa tra gli studiosi e persistente nel tempo, negli anni novanta del Novecento e nel nuovo secolo è stata contestata da diversi autori, tra cui Sekiguchi Hiroko e la studiosa statunitense Janet R. Goodwin. Quest'ultima, in un articolo pubblicato nel 2000 sulla prostituzione in Giappone dal periodo Heian al Kamakura e nel successivo libro, sempre sullo stesso argomento, uscito sette anni dopo, ha sostenuto che non esistono prove storiche per una tale conclusione, che le fonti Heian utilizzate per sostenerla, per lo più leggende e poesie, sono poco plausibili o diversamente interpretabili, e che tale associazione risulta influenzata da valutazioni moderne della natura sessuale delle sciamane.
A suo parere, si incontrerebbero più riscontri di un collegamento di asobi e kugutsu con l'impurità e con gruppi ritenuti contaminati, che con la sacralità e le sciamane. Il concetto di impurità legato alla fisiologia e al corpo femminile si sarebbe intensificato progressivamente nel corso dei periodi Heian e Kamakura, quando si fuse con le idee buddiste sulla intrinseca peccaminosità femminile, dando luogo a rappresentazioni sempre più marcatamente negative delle asobi.
In precedenza, soprattutto verso la fine del X secolo, alcuni saggi di cortigiani e note di diario rappresentavano le asobi in un'atmosfera romantica, come cantanti seducenti impegnate a intrattenere su piccole imbarcazioni un pubblico maschile nei porti sul fiume Yodo, l'arteria principale per il trasporto delle merci tra il mare interno e la capitale, e sul suo affluente Kamusaki, come Eguchi, Kamusaki e Kaya.

## Barche asobi eimayō
(Ryōjin hishō (c. 1169), canzone n. 380)

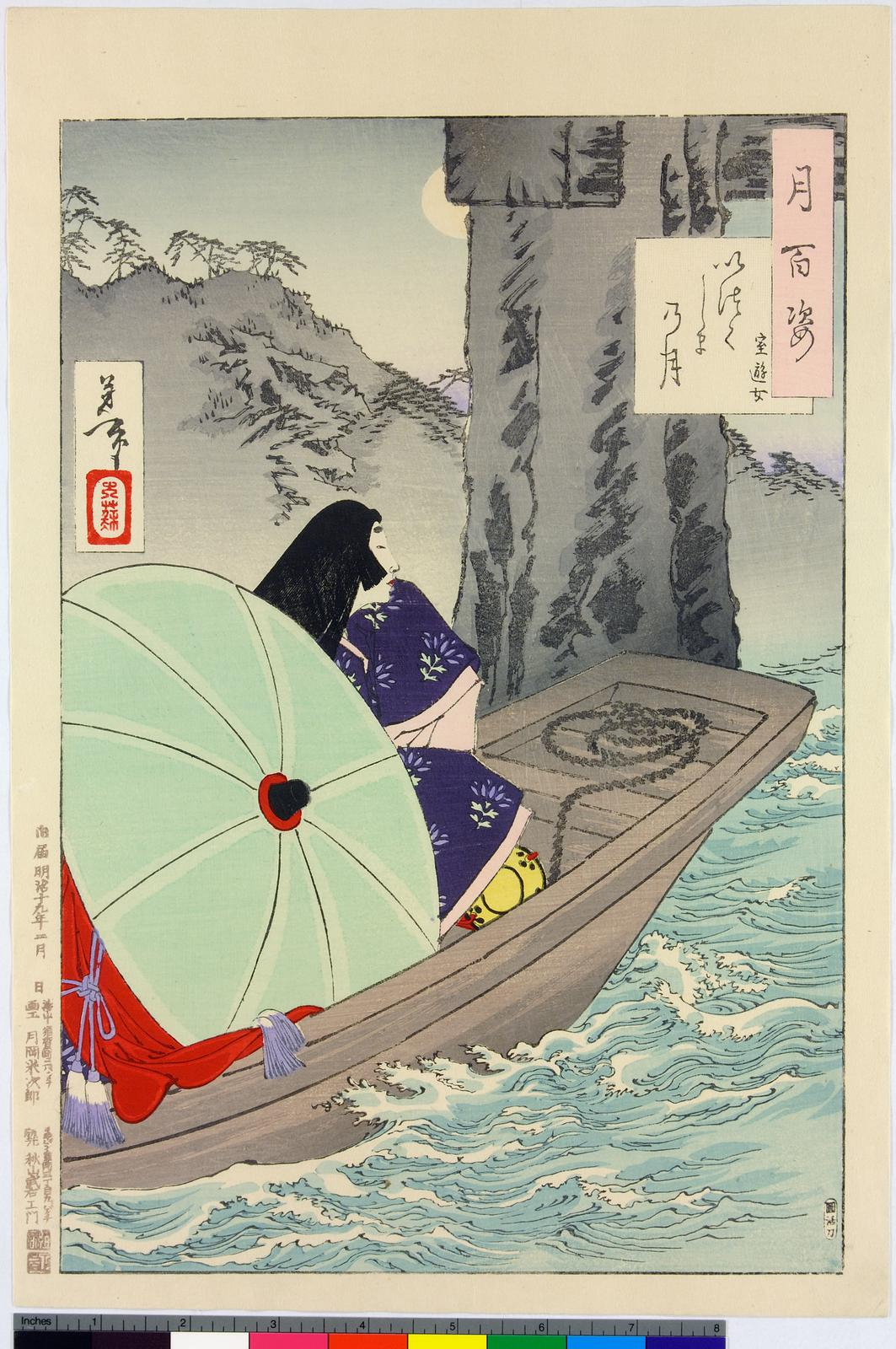
Una cortigiana di Muro, Tsukioka Yoshitoshi, 1886

Nella maggior parte delle fonti letterarie le asobi sono descritte a bordo di piccole barche, dalle quali attraggono i clienti con le loro canzoni. Generalmente si contano tre presenze: l'intrattenitrice principale che canta accompagnandosi con un piccolo tamburo (kotsuzumi), assistita da un'apprendista che regge un enorme parasole e da un'anziana incaricata di remare.
Per assicurarsi prosperità negli affari, esse si dedicavano al culto fallico di una divinità chiamata Hyaku Dayū, avente come oggetto di venerazione una rappresentazione di legno, carta o pietra, dell'organo sessuale maschile, di cui amavano collezionare, come riportato nel Yūjoki, centinaia di esemplari; tale divinità era meta di visite, da parte delle asobi, in santuari come Hirota e Sumiyoshi, che fornivano occasioni di incontro con i pellegrinaggi religiosi degli aristocratici della capitale.
Nelle fonti, che si presume scritte prevalentemente da uomini, le asobi vengono raffigurate più con criteri estetici, che realistici o morali. Così ad esempio, in un'immagine che sarebbe diventata lo standard usato nelle successive narrazioni, lo scrittore e poeta Ōe no Masafusa descrisse, a sua volta riprendendo alcuni passaggi da un'opera scritta almeno cinquant'anni prima da un altro studioso della famiglia Ōe, Ōe no Mochitoki (955-1010), le asobi di Kaya, un porto alla foce del fiume situato alla baia di Naniwa, a circa sessanta chilometri dalla capitale, luogo di passaggio per i viaggiatori diretti a Kyoto o in pellegrinaggio a Kumano:
(Ōe no Masafusa, Yujoki (遊女記), ca. 1087)

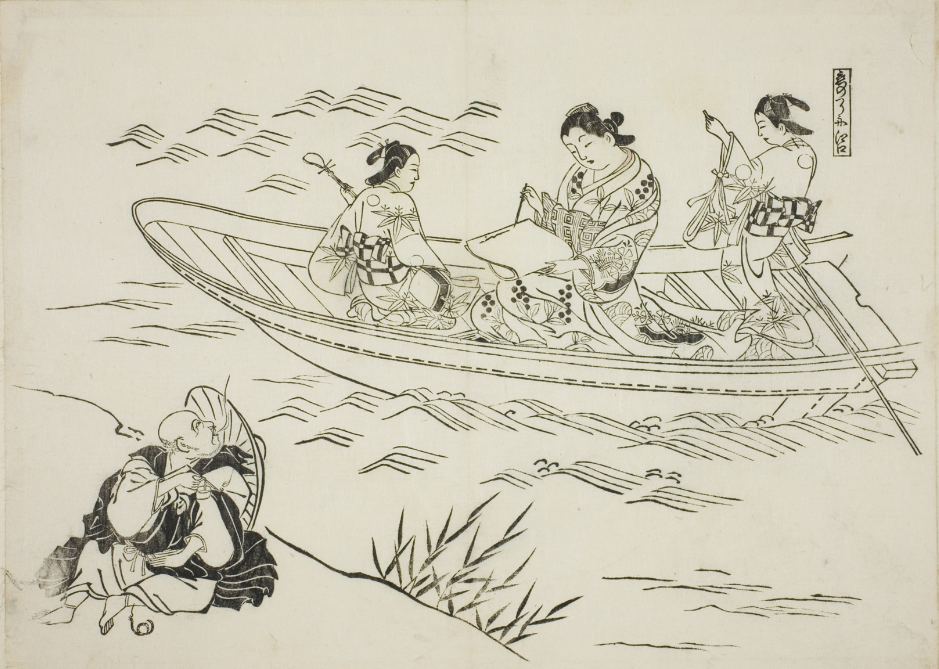
Cortigiane in una barca sul fiume Eguchi, stampa di Okumura Masanobu, c. 1716/35

La convenzionalità raggiunta nella rappresentazione delle asobi come tema poetico trova la sua esemplificazione in una vicenda riportata dalla studiosa francese Jacqueline Pigeot: in un concorso di poesia svoltosi nel 1256, facendo riferimento al saggio di Ōe no Mochitoki, i giudici contestarono i versi proposti dal poeta e pittore Fujiwara no Nobuzane, per aver descritto un'asobi che invitava il suo cliente in una capanna anziché in una barca.
Oltre a Eguchi, Kamusaki, Kashima e Kaya lungo il fiume Yodo e i suoi affluenti, dove si concentravano i quartieri del piaceri che lambivano il percorso che collegava la capitale con importanti siti religiosi come Sumiyoshi, Hirota, Tennoji e il monte Koya, le asobi si riunivano a Sakamoto ai piedi del Monte Hiei, a Uji, vicino alla capitale, e a Muro, un porto sul mare interno.
Le asobi potevano vantare come mecenati uomini di corte e dignitari, compresi gli shōgun e i loro servitori, che intrattenevano anche in locande da loro gestite, in case private o nelle dimore dei loro ammiratori. Tra i loro più illustri frequentatori, che spesso le citano nei diari e corrispondenze, vi furono gli imperatori Ichijō (r. 980-1011) e Go-Sanjō (r. 1068-1073), Fujiwara no Michinaga (992-1071) e il figlio Yorimichi (992-1074). L'asobi di nome Tamba-no-tsubone divenne una delle mogli secondarie dell'imperatore Go-Shirakawa (1127-1192), grande mecenate e praticante dell'imayō. 

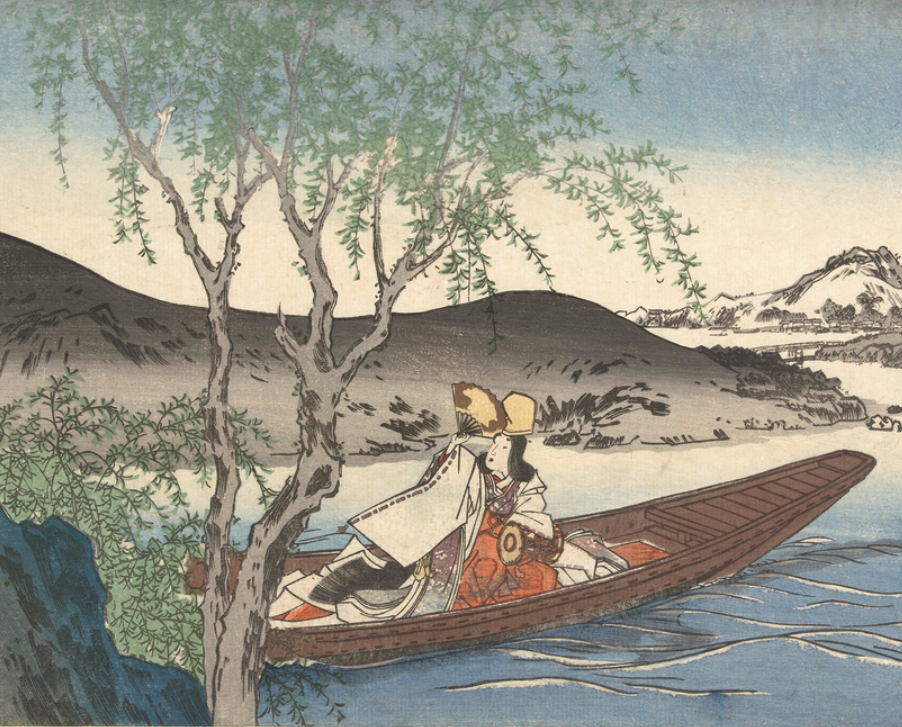
Shirabyoshi in una barca, Utagawa Kunisada

Poco si sa sui criteri di reclutamento delle asobi; come struttura organizzativa, alcuni testi riportano che esse erano guidate da una leader, chiamata chōja, una posizione trasmessa di madre in figlia, oppure esito di una scelta compiuta al loro interno, tra le donne più ricche, di famiglie importanti o con più contatti altolocati. La chōja era incaricata di proteggerle da eventuali angherie o inadempienze dei clienti, di prendersi cura dei doni e di mantenere un certo ordine all’interno del gruppo. Una chōja di Mino chiamata Ōi, figlia di un ufficiale la cui famiglia era caduta in declino, compare nell'Heiji monogatari come l'amante del leader guerriero Minamoto no Yoshitomo e madre di sua figlia.
Oltre alle barche e alle abilità amatorie, un altro elemento che caratterizza la rappresentazione delle asobi nelle fonti Heian e del primo periodo Kamakura è l'imayō 今様, un genere di musica divenuto popolare tra l'aristocrazia del tardo Heian e condiviso come genere musicale e di intrattenimento anche con le kugutsu e shirabyōshi.
Secondo Kim Know, attraverso le loro doti canore queste intrattenitrici svolsero un importante ruolo nel campo delle arti dello spettacolo e dell’intrattenimento, promuovendo e diffondendo tra l'aristocrazia e l'élite militare la cultura popolare dell'imayō. L'asobi Otomae 乙前(1085 – 1169) fu una delle interpreti più virtuose e competenti delle canzoni popolari di quel periodo, tramandate da generazioni di donne; divenne l'insegnante dell'imperatore Go-Shirakawa e grazie al suo aiuto egli raccolse le canzoni in un'antologia, divenuta famosa, chiamata Ryōjin Hishō.

## Status sociale delle asobi
(Senjūshō, XIII secolo)
Tra gli studiosi che si sono maggiormente occupati dello status sociale delle intrattenitrici sessuali nel periodo Heian e Kamakura vi sono lo storico marxista Amino Yoshihiko e la studiosa di storia delle donne nel periodo medievale Wakita Haruko, che hanno affrontato tale questione nell'ambito degli studi sulla natura del sistema di classi nel Medioevo giapponese, in particolare esaminando la collocazione al suo interno o fuori di esso di persone che non svolgevano attività agricole.

Per Amino, asobi, kugutsu e shirabyōshi facevano parte della classe degli shokunin (artisti o artigiani) e potevano vantare diritti di proprietà terriera e di reddito sui terreni agricoli, godevano della licenza di viaggiare tramite corte o autorità bakufu: di fatto avevano la possibilità di essere potenti e ricche.

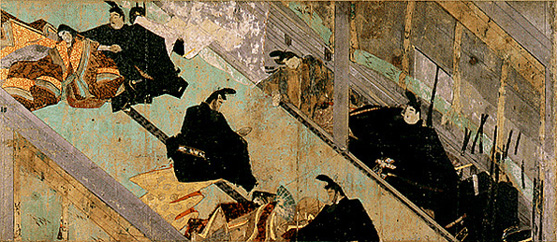
Uomini di corte del periodo Heian che si intrattengono con dame di compagnia, dal Murasaki Shikibu Nikki Emaki, XIII secolo

Wakita, che situa invece le intrattenitrici, come le kugutsu, tra gli itineranti rōnin, posti al di fuori del sistema di caste medievale, ritiene che esse, anche se non necessariamente oggetto di stigma, potevano essere state sottoposte a sfruttamento, se non ridotte in schiavitù, all'interno della loro categoria lavorativa.
Distinguendo in due diversi campi le posizioni dei ricercatori in merito allo status sociale delle asobi nel periodo Heian e Kamakura - emarginate e soggette a discriminazione, o integrate nella società e con posizioni riconosciute - Goodwin sostiene che nei loro confronti sarebbero stati sempre presenti atteggiamenti ambigui, spesso ambivalenti, forse anche dovuti al fatto che quella delle asobi risulta essere una categoria ampia e variabile, sia geograficamente che socialmente, nello stile di intrattenimento e nel tipo di clientela, tale da rendere quasi impossibile una corrispondenza biunivoca tra il termine con cui venivano riconosciute e le loro attività.
Terry Kawashima concorda nel ritenere "fluide" le rappresentazioni di emarginazione e di riconoscimento sociale, a seconda degli scopi discorsivi, anche non intenzionali, assunti dalle diverse fonti e consiglia di indirizzare l'analisi su quando e come si sono verificati i processi di emarginazione nel periodo Heian e Kamakura.
La maggior parte degli studiosi ritiene, tuttavia, che nei periodi Heian e Kamakura le intrattenitrici sessuali non fossero considerate prostitute, ma una categoria professionale con competenze specifiche, che non veniva fatta oggetto di vera e propria riprovazione morale: "come si comportavano, come si vestivano, quali canzoni cantavano e danze eseguivano" aveva un'importanza pari alle loro previste prestazioni sessuali, ed è per questo insieme di caratteristiche che venivano liberamente accolte e ricercate da aristocratici e uomini influenti. La loro posizione sociale era tale che esse potevano godere di diritti sulla terra e intentare azioni legali davanti alla corte o ai giudici.
Racconti di apprezzamento, che decantavano il fascino delle asobi e ne elogiavano le capacità seduttive e l'abilità nel canto, potevano convivere con altri, di biasimo nei loro confronti, applicati "con leggerezza e incoerenza". Una delle prime fonti che menzionano il commercio sessuale nelle barche asobi, un saggio di Ōe Yukitoki (955-1010) nella raccolta Honchō monzui, dopo aver usato un tono di compiacenza, si conclude ad esempio con una riprovazione morale: "Non ho ancora visto persone perseguire la virtù con la stessa avidità con cui perseguono l’amore carnale".
Nel Genji monogatari, Murasaki Shikibu, fa rifiutare al principe Genji le avances di un gruppo di asobi, diversamente dall'apprezzamento espresso dagli altri cortigiani nei loro confronti, facendogli affermare che esse si comportano in modo volubile e lezioso, con riferimento implicito alla loro professione:
(Murasaki Shikibu, Genji monogatari)

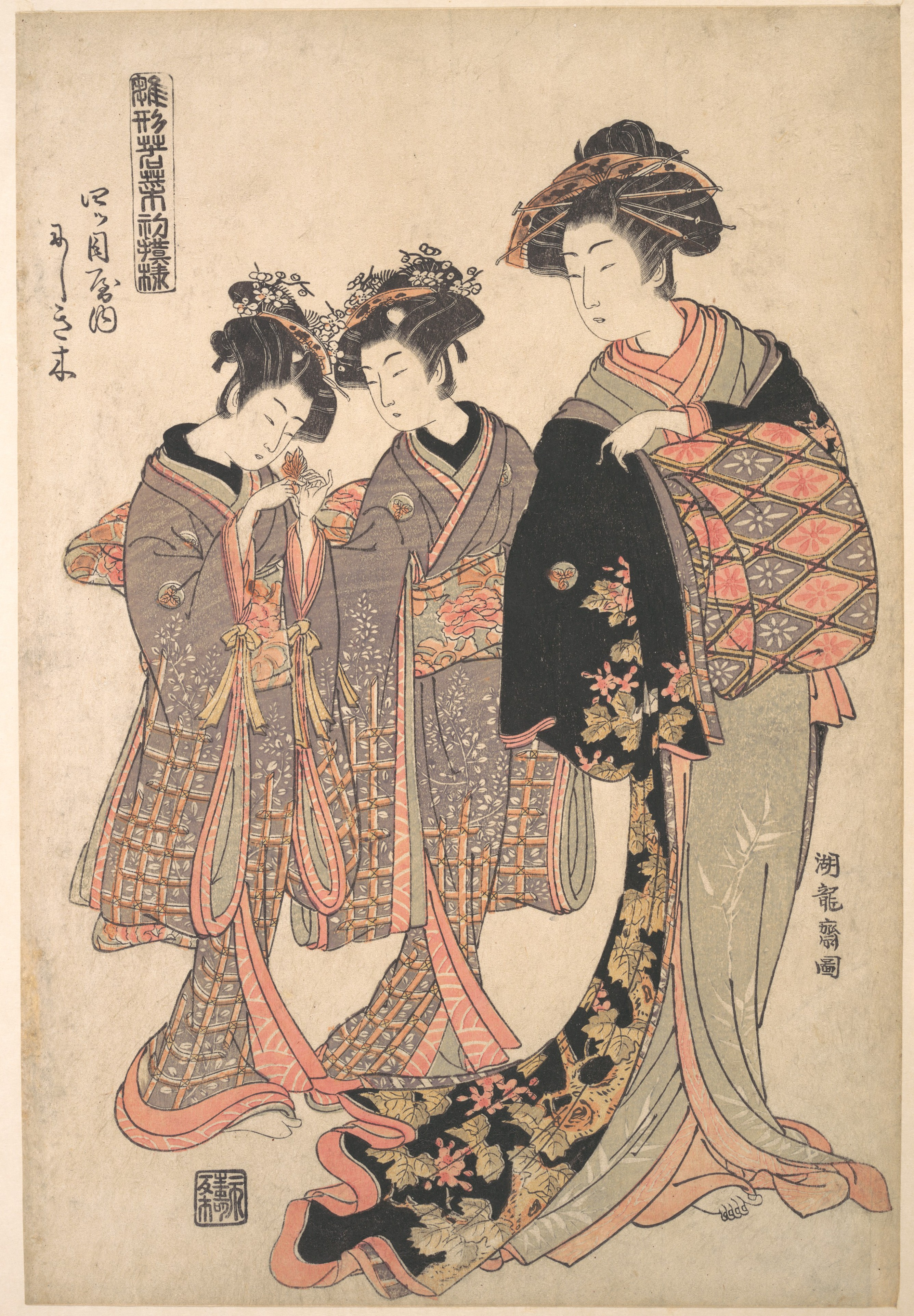
La cortigiana Nishikigi del bordello Yotsumeya, Isoda Koryūsai (1776)

Diversa sarebbe stata la situazione affermatasi a partire dall'inizio del secolo XIII, quando è riscontrabile un numero ampiamente maggiore di testi che esprimono un giudizio negativo sulle intrattenitrici sessuali, sulla base di considerazioni morali di carattere religioso: Goodwin osserva come diversi racconti inizino a dipingerle come prostitute e come ostacoli alla pratica religiosa e alla ricerca dell’illuminazione buddista di monaci e laici, e aumentino le storie di asobi penitenti che cercano la misericordia di Buddha ritirandosi dalla loro professione e isolandosi a vivere come monache, fino ad essere descritte come manifestazioni di bodhisattva, trasformate, attraverso il canto, "da agenti di seduzione in agenti di salvezza". Tali narrazioni, secondo la studiosa statunitense, che ne pone in dubbio l'effettiva corrispondenza con la realtà, sarebbero state funzionali a neutralizzare la minaccia rappresentata dalle intrattenitrici sessuali, senza scontrarsi frontalmente con le consuetudini accettate della popolazione, mettendo in luce la condizione effimera della bellezza e del piacere e la potenza degli insegnamenti buddisti.
Dalla metà del periodo Kamakura in poi, l'immagine delle asobi come sovvertitrici delle norme sociali diventa dominante. Tra questo periodo e il Muromachi il termine keisei viene usato in diverse fonti, in senso peggiorativo, includendo artiste dello spettacolo, prostitute, donne seduttrici promiscue: i caratteri, letti keisei in giapponese, compaiono in fonti cinesi risalenti al Libro delle Odi e indicano la seduzione di un uomo per provocarne la sconfitta militare, letteralmente il "rovesciamento del suo castello", costruendo l'immagine della prostituta come minaccia alla stabilità sociale, perché ritenuta responsabile di distogliere gli uomini dai loro compiti.
Tra vari fattori che contribuirono al cambiamento dell'atteggiamento sociale nei confronti delle asobi, fino a stigmatizzarne la figura e l'attività, gli studiosi indicano il progressivo processo di emarginazione prodotto dai precetti buddisti sull'impurità associata ai rapporti sessuali e al corpo femminile; il cambiamento dei modelli matrimoniali e dei diritti di eredità e discendenza, a favore di un sistema patriarcale, promosso dalla legislazione bakufu al fine di controllare la distribuzione e gestione della proprietà e l'ordine sociale, compromesso dalla mescolanza delle classi sociali nel commercio sessuale.
Tra i provvedimenti emanati, l’editto bakufu del 1267, ad esempio, fissava restrizioni dei diritti delle vedove e delle donne divorziate sulle proprietà, alla morte dei loro mariti. L'eccezione alla restituzione prevista per le "vedove caste" era esclusa per kugutsu e shirabyōshi, equiparate "alle donne di origine "vile" che avevano "indotto" i loro coniugi a concedere loro delle proprietà".
Le asobi, tuttavia, non furono mai attaccate legalmente e il commercio sessuale venne strettamente regolamentato solo nel XVI secolo, quando venne confinato nei quartieri autorizzati.